# Interpretazione (filosofia)
(Sant'Agostino)
L'interpretazione, nel senso filosofico più generale, è il risalire ad un significato  partendo da un segno.

## Storia del termine e del concetto
Il termine italiano deriva dal latino interpretatio, che con il verbo latino interpretari, esprime tutti i significati del corrispondente termine italiano. L'espressione latina, a sua volta, traduce il termine greco antico hermenèia (da cui ermeneutica), che ha un significato più specifico.

### Platone
Platone parla di hermenèia riguardo al modo di conoscere le cose: vi sono oggetti che non presentano difficoltà per chi vuole conoscerli al contrario di quelli che si presentano come complessi da conoscere perché «colpiscono il senso con impressioni tra loro opposte». "Impressioni" che egli chiama appunto interpretazioni riferendole agli oggetti che pongono problemi alla conoscenza e non all'attività che svolge l'intelletto per conoscerli, interpretandoli, togliendo le contraddizioni che ne rendono difficile la conoscenza.
Per Platone, interpretare sembra quindi voler significare un modo di cogliere la realtà del mondo esteriore. Lo stesso Platone si avvicina al modo moderno di definire l'interpretazione quando usando il verbo hermenèuein, scrive che i poeti sono in grado di "interpretare" gli dei o quando, rispetto a coloro che sanno decifrare gli oracoli, afferma che essi possiedono un'arte "interpretativa".

### Aristotele
Per Aristotele l'hermenèia è il linguaggio che "interpreta" i pensieri esprimendoli all'esterno, e in questo senso egli usa il termine per intitolare nell'Organon uno dei trattati dedicati all'interpretazione (Perì hermenèias).
Questo significato viene mantenuto nel pensiero medioevale di Boezio e Tommaso d'Aquino, commentatori dell'opera aristotelica.

### San Tommaso
Con Tommaso d'Aquino il significato aristotelico del termine interpretazione comincia ad accompagnarsi a quello di esegesi, intesa come ricerca del significato nascosto di un testo
Da questo momento, grazie alla lunga elaborazione che i padri della Chiesa e i teologi medioevali dedicano alla questione dei significati delle Sacre Scritture, il termine acquista il significato moderno.
Partendo dai testi di San Paolo, l'esegesi della Bibbia vede negli accadimenti là descritti allegorie e profezie che troveranno senso nel Nuovo Testamento.

### Sant'Agostino
Sant'Agostino condivide questa concezione parlando anch'egli di interpretazione dell'Antico Testamento.

### Concezione medioevale
La concezione dell'esegesi medioevale origina da questi autori cristiani ma va oltre estendendo l'esegesi anche al Nuovo Testamento, poiché anch'esso contiene avvenimenti che hanno il significato nascosto della salvezza dell'uomo attraverso la mediazione della Chiesa, e persino agli antichi filosofi pagani
In tutti gli autori medioevali è presente l'interpretazione figurale delle Sacre Scritture ma il termine interpretazione è quasi sconosciuto. Essi preferiscono usare le espressioni intelligentia (comprensione) o expositio (spiegazione).
L'uso del termine interpretazione e delle parole connesse viene riservato alle Scritture con il significato di "mettere in luce", rivelare un senso nascosto.

### Concezione umanistica
In Marsilio Ficino e Pico della Mirandola quest'ultimo significato diventa ancora più rilevante per cui illuminare ciò che è nascosto e segreto si complica con il ricorrere anche ad un repertorio di segni "naturali", derivato dalla filosofia neoplatonica, e di simboli della Qabbalah.
Pico si propone attraverso l'interpretazione figurata delle Sacre Scritture e della Qabbalah, indirizzata quest'ultima a convincere gli ebrei della divinità di Cristo, di conseguire una unificazione universale di tutti i credenti.
Sulla via di Pico si porranno Johannes Reuchlin con il suo De verbo mirifico e il frate francescano Pietro Colonna Galatino (1460 - 1530), autore nel 1526 del De Sacra Scriptura recte interpretanda.
Una interpretazione invece tutta spirituale e mistica dei testi sacri sarà quella di Erasmo da Rotterdam e soprattutto della Riforma protestante che giudicherà una sovrapposizione posticcia e indebita l'ermeneutica figurale della parola di Dio, di per sé accessibile e chiara per tutti i fedeli.

### L'interpretazione storica
L'interpretazione rinascimentale dei testi sacri aveva fatto perdere il senso autentico del messaggio religioso: occorreva allora trovare un criterio più sicuro di lettura che, da parte cattolica, con il Concilio di Trento, si fonderà sulla stessa autorità della Chiesa che con il De editione et usu sanctorum librorum stabilirà che ad essa spetta «il giudicare del vero senso e della interpretazione delle Scritture sante».
Per i protestanti, pur rispettando l'esigenza primaria di una fedeltà allo spirito e alla lettera delle Scritture, il significato autentico di queste deve fondarsi anche su un'analisi filologica e storica dei testi.

### Spinoza
Nel XVII secolo, Baruch Spinoza con il suo Tractatus theologico-politicus ribadirà questa linea interpretiva sostenendo che essa va comunque riservata a quei passi dove è evidente la necessità di andare oltre il senso letterale che preso di per sé risulterebbe incomprensibile.

## L'esegesi
Con il superamento delle esagerazioni delle interpretazioni figurali dei testi sacri e con la sempre più insistente ricerca del senso attraverso l'analisi letterale e storica, utilizzando i progressi della filologia il senso iniziale della interpretazione, ora estesa non solo alla Bibbia ma ad ogni tipo di testi, assume il nuovo significato di esegesi
Gli autori principali di questa trasformazione sono nel XVIII secolo, Johann Martin Chladenius (Guida alla retta interpretazione di scritti ragionevoli del 1742) e soprattutto F.D. Schleiermacher.

### F.D.Schleiermacher
Con Friedrich Schleiermacher l'interpretazione si deve applicare a qualsiasi testo dalla cui retta comprensione ci separi una qualsiasi difficoltà (linguistica, storica, psicologica ecc.).
L'interpretazione conserva ancora il senso di disvelamento di ciò che è nascosto che però non dipende più da un qualche motivo trascendente ma esclusivamente da insufficienze umane linguistiche, storiche o culturali.
Il principio fondamentale di questo nuovo compito della interpretazione, sostiene Schleiermacher è quello di «capire il discorso anzitutto altrettanto bene e poi meglio di quanto non lo capisse l'autore stesso».
Il problema posto da Schleiermacher è ora quello di capire fino a che punto l'interpretazione, che continua a mantenere il senso di rivelazione di ciò che è nascosto, si debba attenere al senso che l'autore ha dato alla propria scrittura o se essa si possa sentire autorizzata ad andare oltre quello che lo stesso autore voleva significare, e se questo sia vantaggioso in termini di nuove conoscenze derivate ad esempio dallo studio dell'ambiente storico e culturale in cui è cresciuto l'autore e sono nati i suoi testi.
In questo senso l'interpretazione diviene ormai soprattutto sapere storico e la conoscenza storica si deve associare all'interpretazione.

### W. Dilthey
Questa identificazione reciproca di interpretazione e storia è esplicitamente affermata da Wilhelm Dilthey: «[ogni] intendere intenzionale di manifestazioni della vita fissate in maniera durevole è detto interpretazione...[ma] poiché la vita spirituale trova soltanto nella lingua la sua espressione compiuta...l'interpretazione giunge al suo culmine in rapporto ai resti dell'esistenza umana contenuti nello scritto.»
Una volta identificato nello scritto il contesto storico, l'interpretazione storica, sempre legata ai testi, può divenire lo strumento principe di ogni scienza storica.

## Ermeneutica e pensiero del Novecento
Sulla via aperta da Schleiermacher e da Dilthey, nel corso del XX secolo, i vari temi succedutisi nella storia della interpretazione (il linguaggio, l'"andare oltre l'autore", la storicità, lo svelamento dell'arcano ecc.) saranno oggetto approfondito dell'ermeneutica, intesa come elaborazione di teorie sulla interpretazione, con Martin Heidegger, Hans-Georg Gadamer, Paul Ricœur, Sigmund Freud, Luigi Pareyson, I. A. Richards, Charles Sanders Peirce.